# Sclerocactus uncinatus
Sclerocactus uncinatus es una especie de planta de flores de la familia Cactaceae. 

## Distribución y hábitat
Es endémica del norte de México y sur de Estados Unidos. Su hábitat natural son los áridos desiertos.  Es una especie rara en la vida silvestre.

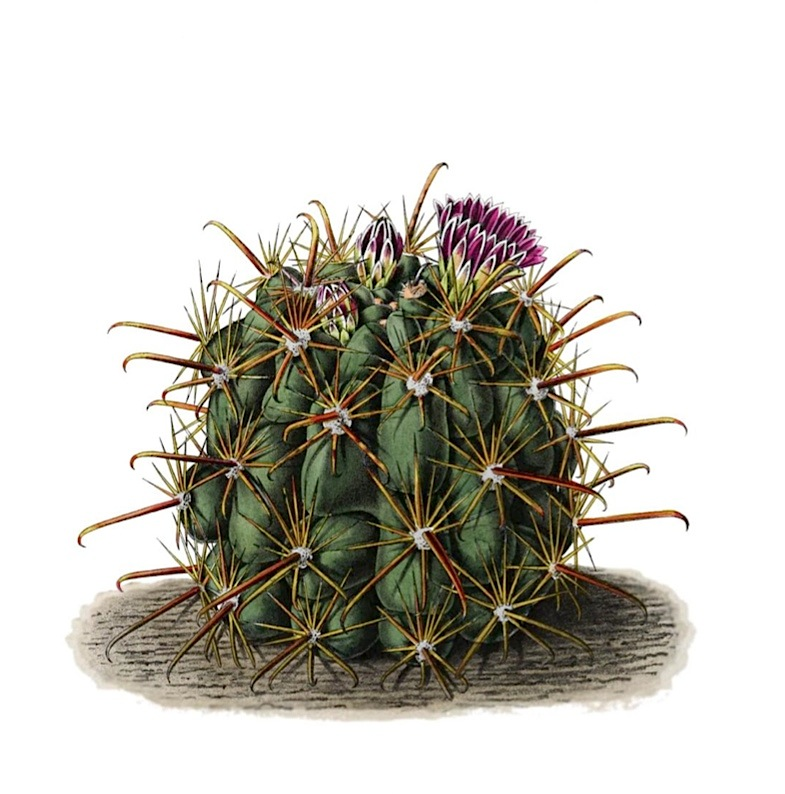
Ilustración

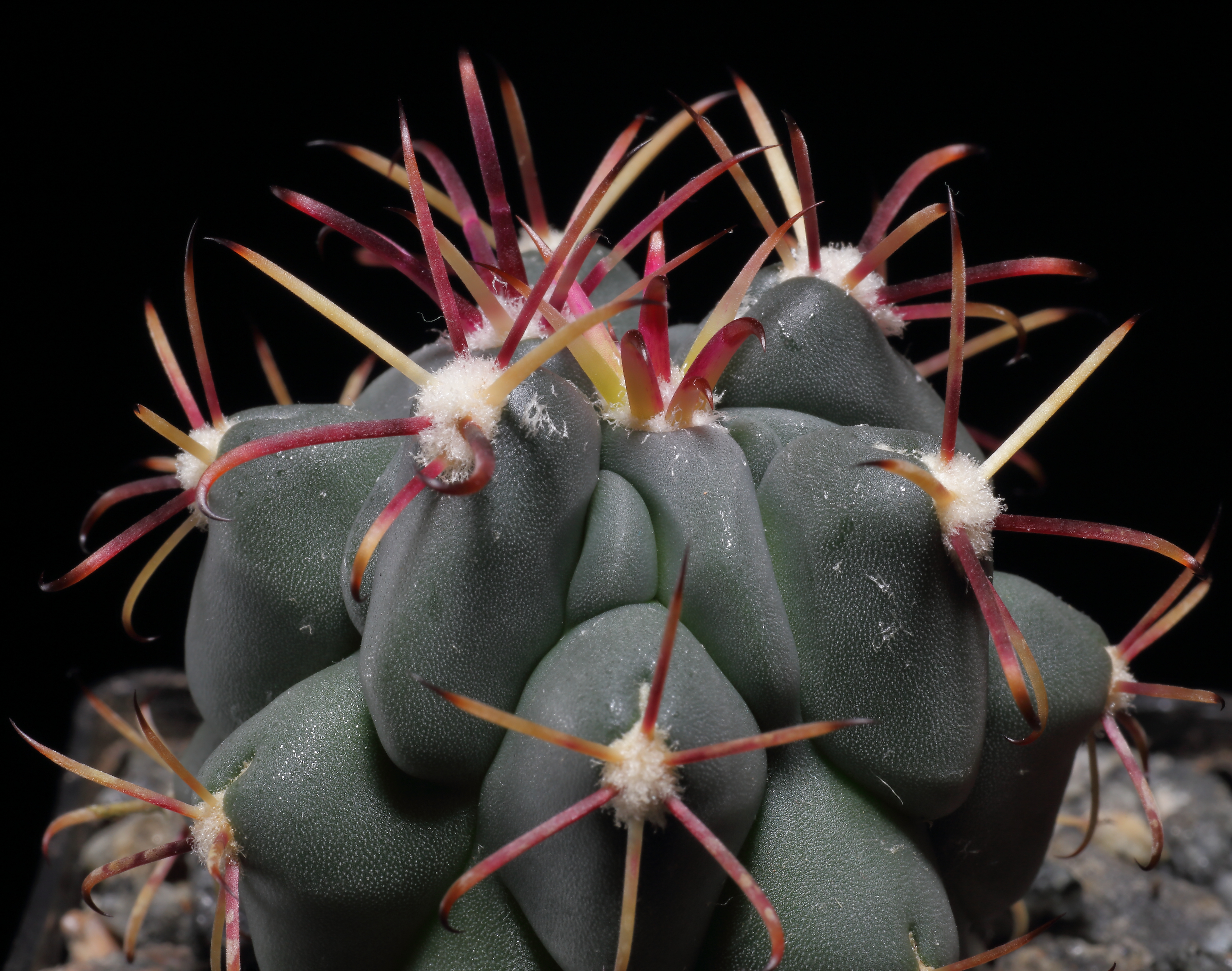
Detalle de las espinas

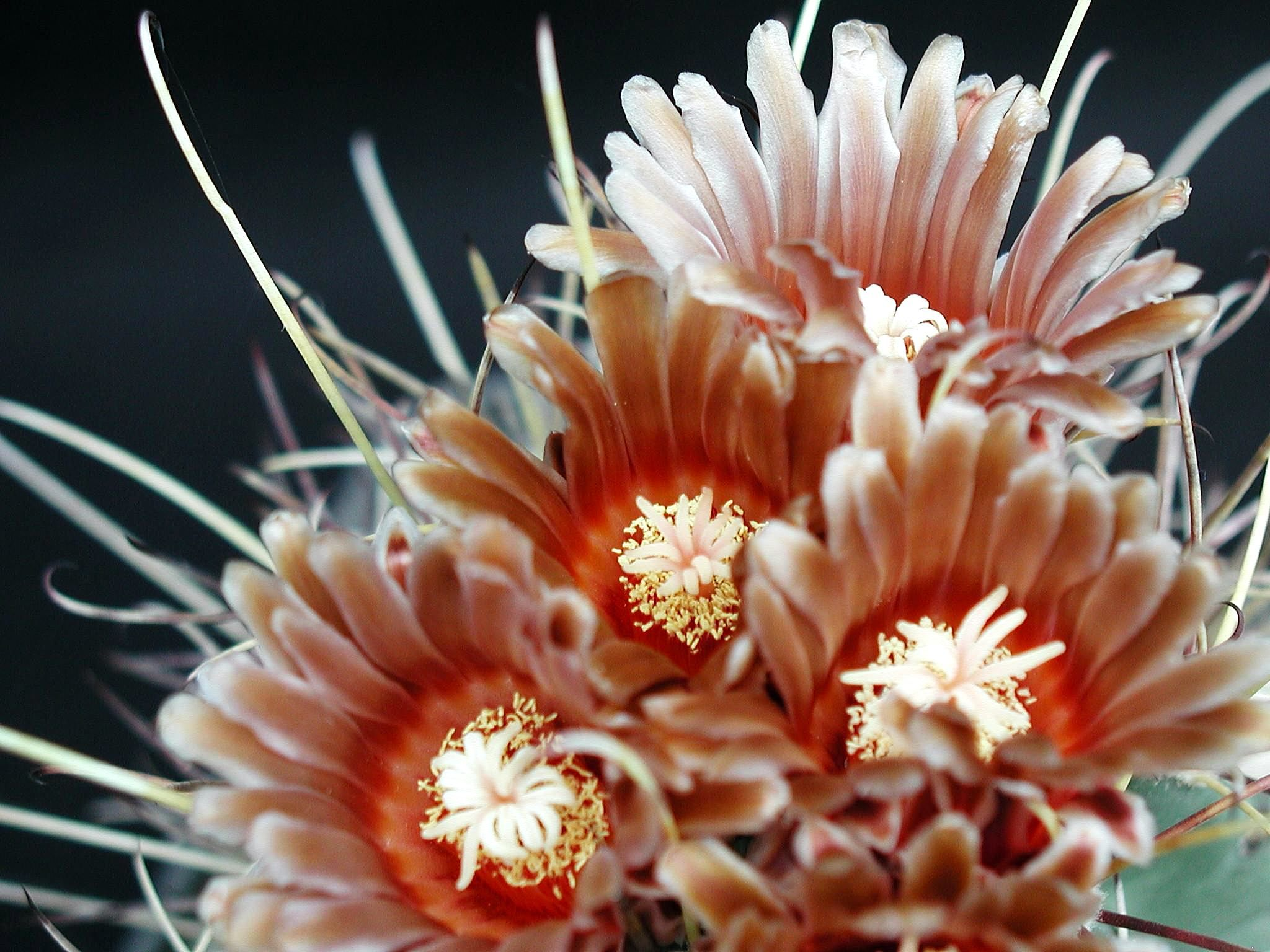
Flores

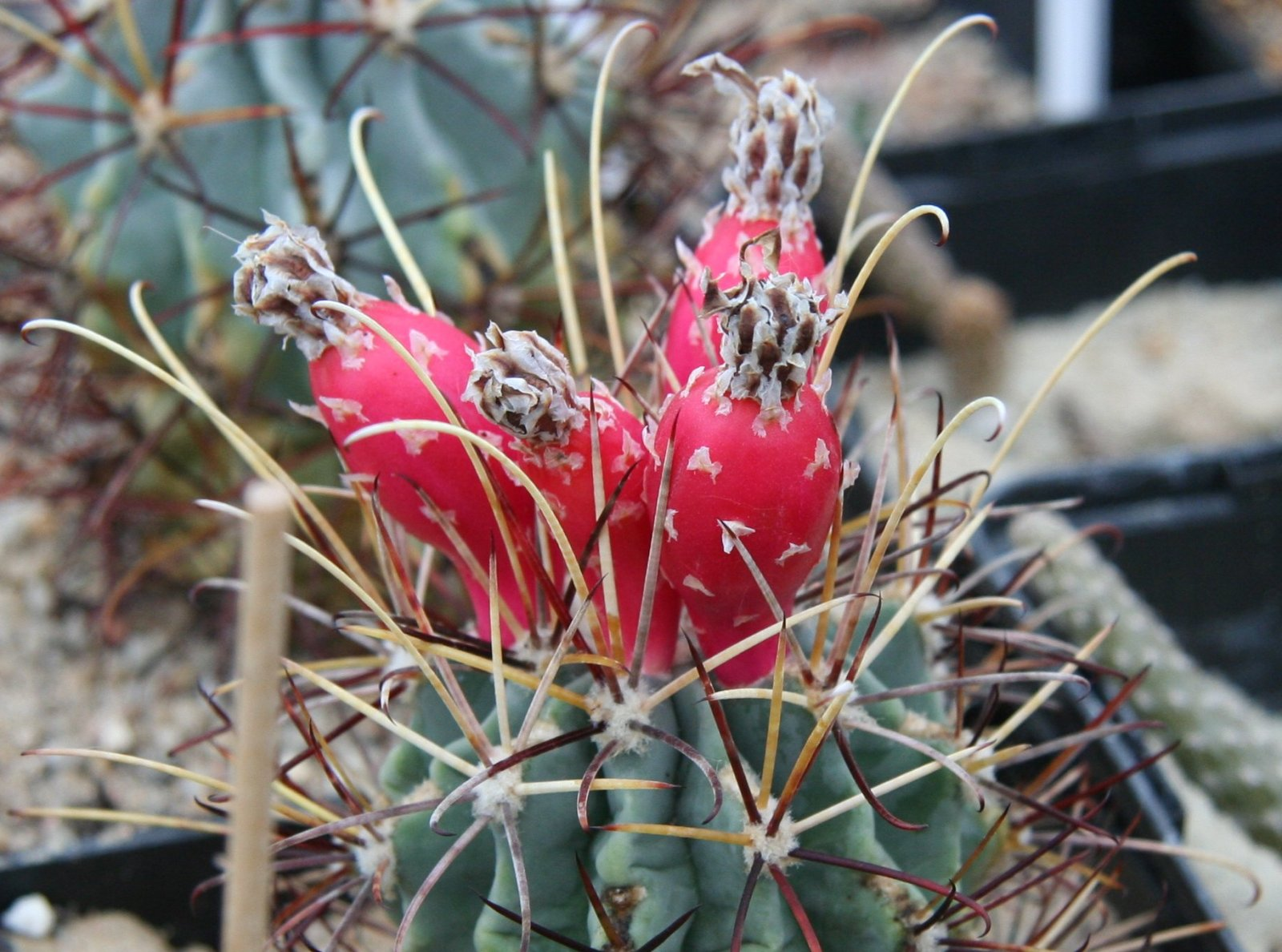
Frutos

## Descripción
Sclerocactus uncinatus crece sobre todo individualmente con tallo esférico o cilíndrico, de color verde azulado que alcanza un tamaño de 18-27 centímetros de altura y un diámetro de 10 a 12 centímetros. Tiene alrededor de 13 ondulantes costillas presentes que están fuertemente tuberculdas. Los baches son surcos afilados. Las cuatroa nueve  espinas centrales son ganchudas y están hacia arriba u oblicuamente dirigidas hacia el exterior, son de color amarillo con una punta de color rojizo y de 8 a 13 centímetros de largo. Los siete a diez espinas radiales tienen una longitud de 2,5 a 5 centímetros. La parte superior de ellas se aplana y son de colores brillantes, en forma de gancho  y el bajo de color púrpura. Las flores con forma de embudo son de color marrón rojizo y aparecen en los surcos de las areolas , miden de 2 a 4 centímetros de largo y tienen un diámetro de 2,5 a 3 centímetros.

## Taxonomía
Sclerocactus uncinatus fue descrita por (Galeotti ex Pfeiff.) N.P.Taylor y publicado en Bradleya; Yearbook of the British Cactus and Succulent Society 5: 94. 1987.
Etimología
Sclerocactus: nombre genérico que deriva del griego y significa "cacto duro o cruel" y es una referencia a las espinas ganchudas que se adhieren firmemente a lo que tenga contacto con ellas.
uncinatus: epíteto latíno que significa "ganchuda"
Sinonimia
- Echinocactus uncinatus
- Ferocactus uncinatus
- Hamatocactus uncinatus
- Echinomastus uncinatus
- Glandulicactus uncinatus
- Ancistrocactus uncinatus
- Pediocactus uncinatus
- Sclerocactus uncinatus
- Hamatocactus wrightii
- Glandulicactus wrightii
- Echinocactus crassihamatus
- Ferocactus crassihamatus
- Glandulicactus crassihamatus
- Hamatocactus crassihamatus
- Echinocactus mathssonii
- Ferocactus mathssonii
- Glandulicactus mathssonii
- Ancistrocactus mathssonii[5]